# Bataille de Yahagigawa (1336)
Ne pas confondre avec la bataille de Yahagigawa de 1181
La bataille de Yahagigawa vit s'opposer, entre le 8 et le 10 janvier 1336, sur le lit de la rivière Yahagi, les forces de l'empereur Go-Daigo contre le shogun Takauji Ashikaga et son frère Tadayoshi Ashikaga.
À la suite de leur défaite, les Ashikaga se retirèrent vers la province de Totomi.